# Manolo Lama
Manolo Lama (Madrid, 3 gennaio 1962) è un giornalista spagnolo.
Noto per le sue telecronache di squadre come il Real Madrid, Atlético Madrid e la nazionale spagnola. Lavora a servizio del programma radiofonico Tiempo de Juego della Cadena COPE. Lavorò dal 1982 al 2011 per la Cadena Ser.
Lama è anche il telecronista in lingua spagnola (insieme a Paco González) del videogioco della EA Sports, FIFA dal 1998. Si ricorda il suo frequente uso della parola "Peligro", ovvero "Pericolo".

## Biografia
Nacque a Madrid nel 1962, nonostante la sua famiglia provenisse dal comune andaluso di Cabra, in provincia di Cordoba. Ha 5 figli ed è sposato.

### Radio
Al servizio della Cadena SER fu caporedattore dello sport. Revisionò e presentò i programmi sportivi Hora 25 e SER Deportivos. Fu anche lo speaker del programma radiofonico Carrusel Deportivo, per il quale, nel 2002, vinse il Premio Ondas come "Migliore programma radiofonico a divulgazione nazionale".  Nel 2006 fu premiato con l'ambito Microfono de Oro nella categoria Radio. Chiuse i rapporti con la Cadena SER nel febbraio del 2011.
In seguito prese parte alla Cadena COPE, dove ricopre gli stessi ruoli che ricopriva nella Cadena SER. Attualmente gli sono affidate le telecronache delle partite più importanti de LaLiga Santander, Copa Del Rey e Champions League (ovviamente per quanto riguarda le squadre spagnole).

#### Telecronache importanti
Si ricordano le sue telecronache dei seguenti eventi:
- I Mondiali di Calcio da Messico 86 a Brasile 2014
- I Giochi Olimpici da Los Angeles 84 a Rio 2016
- Gli Europei di Calcio da Germania 88 a Francia 2016

### Televisione
Dal 1995 al 2005 condusse sul canale Telemadrid la sezione sportiva di Telenocias1.
In seguito divenne il presentatore di Noticias Cuatro Deportes, insieme a Manu Carreño. Coprì questo ruolo dal 2005 al 2016.